# Dendronetria humilis
Dendronetria humilis är en spindelart som beskrevs av Alfred Frank Millidge och Anthony Russell-Smith 1992. Dendronetria humilis ingår i släktet Dendronetria och familjen täckvävarspindlar. Inga underarter finns listade i Catalogue of Life.